# Toyota Classic 1980
Il Toyota Classic 1980 è stato un torneo di tennis giocato sul sintetico indoor. È stata la 5ª edizione del torneo, che fa parte del WTA Tour 1980. Si è giocato ad Atlanta negli USA dal 22 settembre al 28 settembre 1980.

## Campionesse

### Singolare
Hana Mandlíková ha battuto in finale  Wendy Turnbull con il punteggio di 6–3, 7–5

### Doppio
Barbara Potter /  Sharon Walsh hanno battuto in finale  Kathy Jordan /  Anne Smith con il punteggio di 6–3, 6–1